# World Flora Online
World Flora Online  je internetski kompendijum svetskih biljnih vrsta.

## Opis
Svetska flora onlajn (engl. The World Flora Online, WFO) je baza podataka otvorenog pristupa, pokrenuta u oktobru 2012. kao nastavak projekta Spisak biljaka, sa ciljem objavljivanja onlajn flore svih poznatih biljaka do 2020. godine. To je projekat Konvencije Ujedinjenih nacija o biološkoj raznovrsnosti, sa ciljem zaustavljanja gubitka biljnih vrsta širom sveta do 2020. godine. Razvila ga je zajednička grupa institucija širom sveta kao odgovor na Globalnu strategiju za očuvanje biljaka 2011–2020. (GSPC) ažurirani cilj 1: proizvesti „online floru svih poznatih biljaka“.
Pristupačna flora svih poznatih biljnih vrsta smatrala se osnovnim zahtevom za očuvanje biljaka. Ona pruža osnovu za postizanje i praćenje drugih ciljeva strategije. Prethodni cilj GSPC-a je postignut 2010. godine sa Spiskom biljaka. Godine 2012, WFO je osmislila inicijalna grupa od četiri institucije: Botanička bašta Misurija, Botanička bašta Njujorka, Kraljevska botanička bašta Edinburg i Kraljevska botanička bašta, Kju. Ukupno, 36 institucija je uključeno u produkciju.

## Literatura
- Miller, Chuck; Ulate, William (23. 8. 2017). „World Flora Online Project: An online flora of all known plants”. Proceedings of TDWG. 1: e20529. doi:10.3897/tdwgproceedings.1.20529 .
- „World Flora Online: An international initiative of the Global Partnership for Plant Conservation”. The World Flora Online Consortium. Приступљено 6. 11. 2019.
- „World Flora Online”. Plant Science. Missouri Botanical Garden. Приступљено 6. 11. 2019.
- „The Plant List”. Royal Botanic Gardens, Kew; Missouri Botanical Garden. 2013. Приступљено 6. 11. 2019., see also The Plant List